# Melissa González
Melissa González (Cortlandt, 24 de enero de 1989) es una exjugadora estadounidense de hockey sobre césped.

## Trayectoria
González debutó con la selección de Estados Unidos en 2008. Tuvo su debut olímpico en los Juegos Olímpicos de Londres 2012. Disputó la World League de 2013, 2015 y 2017. En 2014 jugó el Mundial de La Haya, donde fue la revelación del torneo al terminar en primera posición de su grupo y avanzar a semifinales. En semifinales perdió por penales contra Australia y contra Argentina en el partido por el tercer puesto. En el Champions Trophy 2016 obtuvo el tercer puesto del torneo al derrotar a Australia. En los Juegos Olímpicos de Río 2016 terminó segunda en su grupo y avanzó a cuartos de final, pero perdió contra Alemania. En 2018 disputó el Mundial de Londres.